# 荒石由紀恵
荒石由紀恵（あらいしゆきえ、1972年3月19日 - ）は、日本のフリーアナウンサー。
元日本テレビ系列山口放送 (KRY) のアナウンサー。アロマインストラクター。アロマクリエーター。香リスト®。Aromadrops主宰。

## 略歴
山口県周南市（旧・熊毛町）出身　山口県立下松高等学校、中央大学文学部卒業（国文学専攻）。
大学卒業後の1994年、山口放送入社。1998年3月退社後、オーストラリア　ブリスベンに留学。
2000年4月フリーアナウンサーとして復帰し、山口放送の番組に2011年9月まで出演。
≪資格≫
日本アロマ環境協会インストラクター
オリエンタルアロマテラピー協会認定講師
日本リフレクソロジー協会認定プロフェッショナルリフレクソロジスト
HISM（Hawaiian Island School of Massage）ロミロミセラピスト
日本睡眠改善協議会認定睡眠改善インストラクター

## 出演番組

### 山口放送時代の出演番組
情報一番！　カツ躍ワイド　1995年〜1998年
プラス１やまぐち　お天気キャスター　1995年〜1997年
夕方情報ワイド　熱血テレビ　1999年〜2011年
２４時間テレビ　1997年、1998年　メインパーソナリティ